# コジマ・KE009
コジマ・KE009 (Kojima KE009) は、コジマエンジニアリングが開発したフォーミュラ1カー。設計者は小野昌朗。KE009は高原敬武と星野一義のドライブで1977年日本グランプリに参戦した。

## 歴史
1976年日本グランプリで、コジマエンジニアリングはKE007でF1でデビューした。この車は、以前マキエンジニアリングで働いていた小野昌朗によって設計された。最大の特徴はテレメトリーとカーボンファイバーの使用であった。KE007は長谷見昌弘がドライブし、決勝で11位に入った。
1977年にコジマはKE007の後継マシンを開発し、小野が再びデザインを担当した。KE009はヒューランドFGA400、5速ギアボックスとフォード・コスワースDFVエンジンを搭載していた。タイヤはブリヂストンを使用した。ドライバーは高原敬武と星野一義が起用された。1977年日本グランプリで星野は予選11位、高原は19位となった。決勝で高原はアクシデントで2周目にリタイアし、星野は11位でフィニッシュした。
チームオーナーの小嶋松久によれば、タイヤについてはグッドイヤーからも「Aクラスのチームとしてサポートする」と供給の話が来ており、バーニー・エクレストンからもグッドイヤーの使用を勧められたが、それまで使用していたダンロップへの義理立てがあったため断ったという。ところが、この年の日本グランプリのテレビ放映権をブリヂストンが持っており「ブリヂストンでなかったら、テレビの放映のしようがない」と言われてしまったため、やむを得ずタイヤをスイッチし、ドライバーもブリヂストン系のドライバーである高原と星野になった。ただ小嶋としてはダンロップとの関係も保ちたかったため、メイリツレーシングから参戦した高橋国光のティレル・007にダンロップタイヤを付けさせた。
小嶋は日本GPでの不満足な結果は主にタイヤの不具合によるものだと確信し、同年12月に富士スピードウェイを借りてプライベートテストを行った。ドライバーは高橋国光のほか、全日本F2000選手権最終戦JAF鈴鹿グランプリにゲスト参戦したケケ・ロズベルグを起用した。ロズベルグが最初の走行でタイヤに不満を漏らしたため、空気圧を上げて走らせてみるとラップタイムが向上した。さらに比較用に持ち込んでいた中古のグッドイヤータイヤを装着したところ、ロズベルグと高橋は日本GP決勝の優勝車と遜色ないタイムを記録した。この結果を見て、小嶋はブリヂストンに対して補償を要求したが、ブリヂストンはこれを拒否した。小嶋はこの件について、後年「『剛性がF1に合わなかった』『申し訳なかった』って言ってくれたら、僕はよかった。外部に一言も言う気がなかった。しかしそれを黙って帰って、後日も知らん顔してね」と語り、ブリヂストンから謝罪があればそれで水に流すつもりだったが、全く謝罪がなかったために経緯を公表したことを明らかにしている。
ロズベルグが所属していたカウーゼンF2チームは富士テストをきっかけに、コジマと提携して翌年のF1選手権に参戦するプランを提案した。コジマはシャシーコンストラクターとしてマシンを提供する形で合意した。KE009はスポーツカーノーズをフェラーリ・312T風のウイングノーズに変更し、トレッド幅を広げるなど、世界のサーキット転戦を考慮した改良が施された（KE009改）。西ドイツのカウーゼンの元へ車体1台（高原車）、DFVエンジン2基、その他パーツ類を送り、メカニックの蓮池和元が現地で組み上げたが、資金不足などの理由により計画中止となり、マシンも返却されなかった。
その後、西ドイツのレーサー・ハンス・ヘイヤーがカウーゼンを救済するため高原車を買い取り、個人コレクションの1台として保存している（このマシンには、なぜか星野のスポンサーであるUNI-PEXのステッカーが貼られている）。星野車はヒーローズレーシングに譲渡されたが、その後の所在は2013年時点で不明となっている。
後継マシンのKE010の開発は進んでいたが、完成しなかった。KE009はコジマにとって最後のフォーミュラ1カーとなった。

## F1における全成績
(key) （斜体はファステストラップ）
| 年     | チーム                 | シャシー      | エンジン               | タイヤ | No. | ドライバー | 1   | 2   | 3   | 4   | 5   | 6   | 7   | 8   | 9   | 10  | 11  | 12  | 13  | 14  | 15  | 16  | 17  | ポイント | 順位 |
| ------ | ---------------------- | ------------- | ---------------------- | ------ | --- | ---------- | --- | --- | --- | --- | --- | --- | --- | --- | --- | --- | --- | --- | --- | --- | --- | --- | --- | -------- | ---- |
| 1977年 | コジマエンジニアリング | コジマ・KE009 | フォード コスワースDFV | B      |     |            | ARG | BRA | RSA | USW | ESP | MON | BEL | SWE | FRA | GBR | GER | AUT | NED | ITA | USA | CAN | JPN | 0        | NC   |
| 1977年 | コジマエンジニアリング | コジマ・KE009 | フォード コスワースDFV | B      | 51  | 高原敬武   |     |     |     |     |     |     |     |     |     |     |     |     |     |     |     |     | Ret | 0        | NC   |
| 1977年 | ヒーローズレーシング   | コジマ・KE009 | フォード コスワースDFV | B      | 52  | 星野一義   |     |     |     |     |     |     |     |     |     |     |     |     |     |     |     |     | 11  | 0        | NC   |

## 参照
1. 1 2  “CONSTRUCTORS: KOJIMA ENGINEERING”. grandprix.com. 2015年1月19日閲覧。
2. ↑  “Kojima KE007”. btinternet.com. 2015年1月19日閲覧。
3. 1 2  “Kojima KE007”. 2004年8月24日閲覧。
4. ↑  “Kojima KE009”. statsf1.com. 2015年1月19日閲覧。
5. ↑  “Kojima KE009”. oldracingcars.com. 2015年1月19日閲覧。
6. ↑  “Kojima KE007”. btinternet.com. 2015年1月19日閲覧。
7. ↑  “Kojima KE007”. 2004年8月24日閲覧。
8. 1 2 3 4 5  国産初のF1を走らせたコジマエンジニアリングの失敗。なぜ2年目にタイヤをダンロップからブリヂストンに変えたのか　45年目の激白 - Yahoo!Japanニュース・2022年3月29日
9. ↑  “Kauhsen Kojima KE009B”. btinternet.com. 2015年1月19日閲覧。
10. ↑  『Racing on』467 [特集] マキとコジマ 2013年、三栄書房、pp80-81。
11. ↑  『Racing on』467 [特集] マキとコジマ 2013年、三栄書房、p62。
12. ↑  “Kojima KE009-B”. statsf1.com. 2015年1月19日閲覧。